# Brent (bydel)
Brent

Vist i Greater London
| Status                | Bydel i London |
| Areal:                | 43,24 km²      |
| Befolkning:           | 272.448 (2002) |
| Befolkningstæthed:    | 6301 pr. km²   |
| ONS-kode:             | 00AE           |
| Adm. center:          | Wembley        |
| Adm. grevskab:        | Greater London |
| Ceremonielt grevskab: | Greater London |
|                       |                |
| Region:               | Greater London |
|                       |                |

 For alternative betydninger, se Brent. (Se også artikler, som begynder med Brent)
Brent (officielt: The London Borough of Brent) er en bydel i London. Den ligger i den nordvestlige del af ydre London, og grænser til Harrow i nordvest, Barnet i nordøst, Camden i øst og Ealing, Hammersmith and Fulham, Kensington and Chelsea og City of Westminster i syd.
Bydelen blev oprettet i 1965 ved at kredsene Wembley og Willesden i Middlesex blev slået sammen. Den har navn efter floden Brent, som løber gennem distriktet.
Wembley Stadium og Wembley Arena ligger i Brent.
Ved folketællingen i 2001 var 46,53% af indbyggerne født udenfor Storbritannien; dette var den højeste andel som blev registreret for et distrikt.

## Steder i Brent
- Alperton
- Brondesbury, Brondesbury Park
- Church Road, Cricklewood
- Dollis Hill
- Harlesden
- Kensal Green, Kensal Rise, Kenton (dele i Harrow), Kilburn (dele i Camden), Kingsbury
- Neasden
- Park Royal (dele i Ealing)
- Preston Manor
- Stonebridge Park, Sudbury
- Tokyngton
- Wembley, Willesden, Willesden Green

## Eksterne links
- Wikimedia Commons har flere filer relateret til Brent

51°33′32″N 0°16′52″V / 51.5589°N 0.2811°V